# Palau del Seimas
El Palau del Seimas (en lituà:Seimo rūmai) és la seu del Parlament lituà nomenat Seimas que es localitza a Vílnius la capital de Lituània.1
Les obres a la construcció de la primera ala del palau es van portar a terme el 1976. La construcció va ser supervisada pels arquitectes Algimantas Nasvytis i Vytautas Nasvytis. Durant l'any 1980 les obres efectuades als 9.717,37 metres quadrats del palau van ser completades. Més tard l'edifici va ser ampliat a causa de les creixents necessitats d'espai.
El complex del palau consta de tres ales, la primera i principal allotja, la sala del Parlament, on es va portar a terme la legislació. L'11 de març de 1990, la independència de Lituània de la República Socialista Soviètica de Lituània va ser restablerta en la Sala del Parlament, com la Llei del restabliment de l'Estat de Lituània (en lituà :Lietuvos Aktas del nepriklausomos Valstybės atstatymo).
El 2006 van començar les obres de construcció d'una nova Sala del Seimas. El 2007 la nova sala va ser inaugurada oficialment, el cost va assolir els cinquanta milions de litas. L'antic saló del Parlament es fa servir per a les sessions de celebració del Seimas.

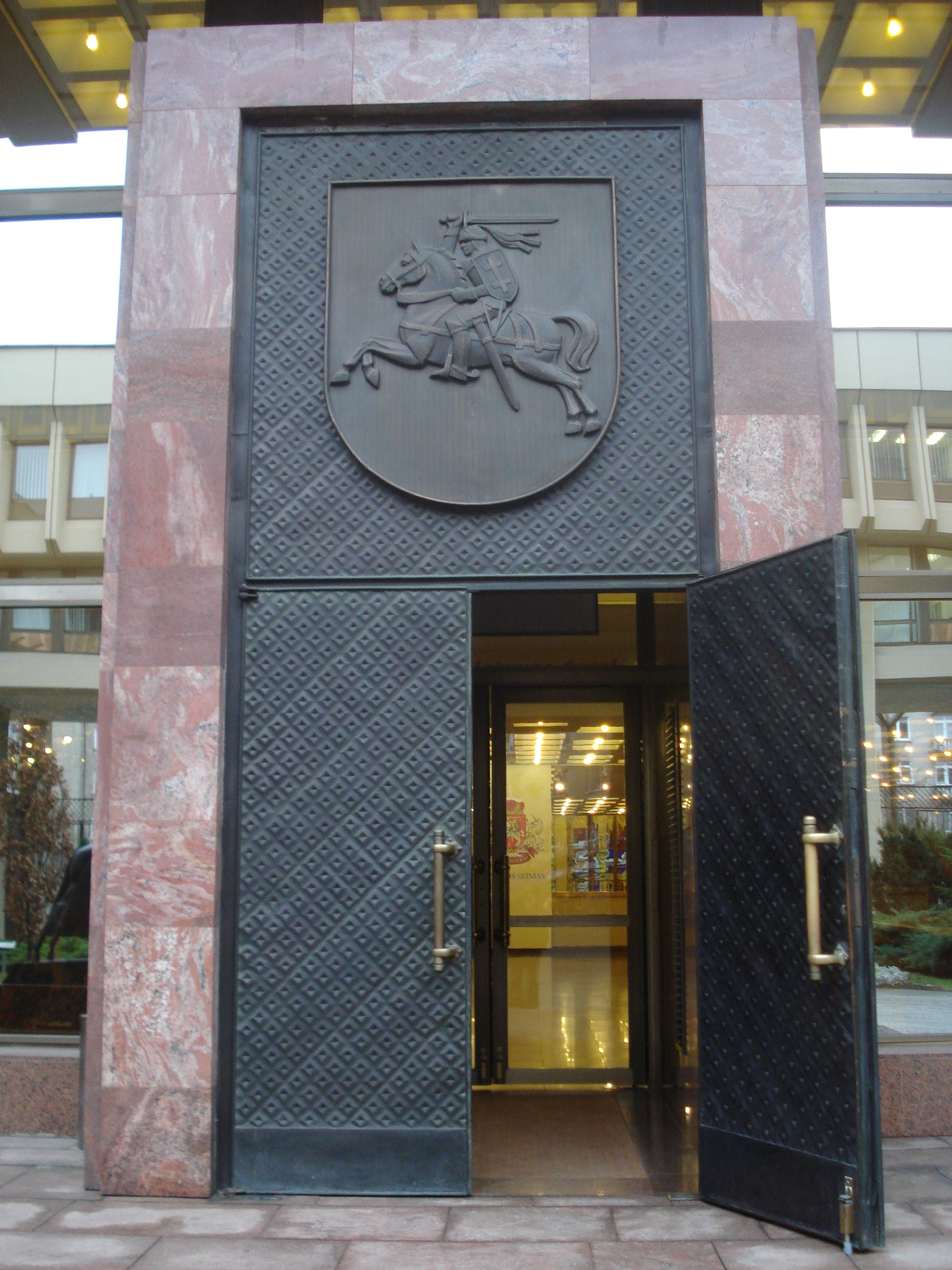
Nova porta del Palau del Seimas
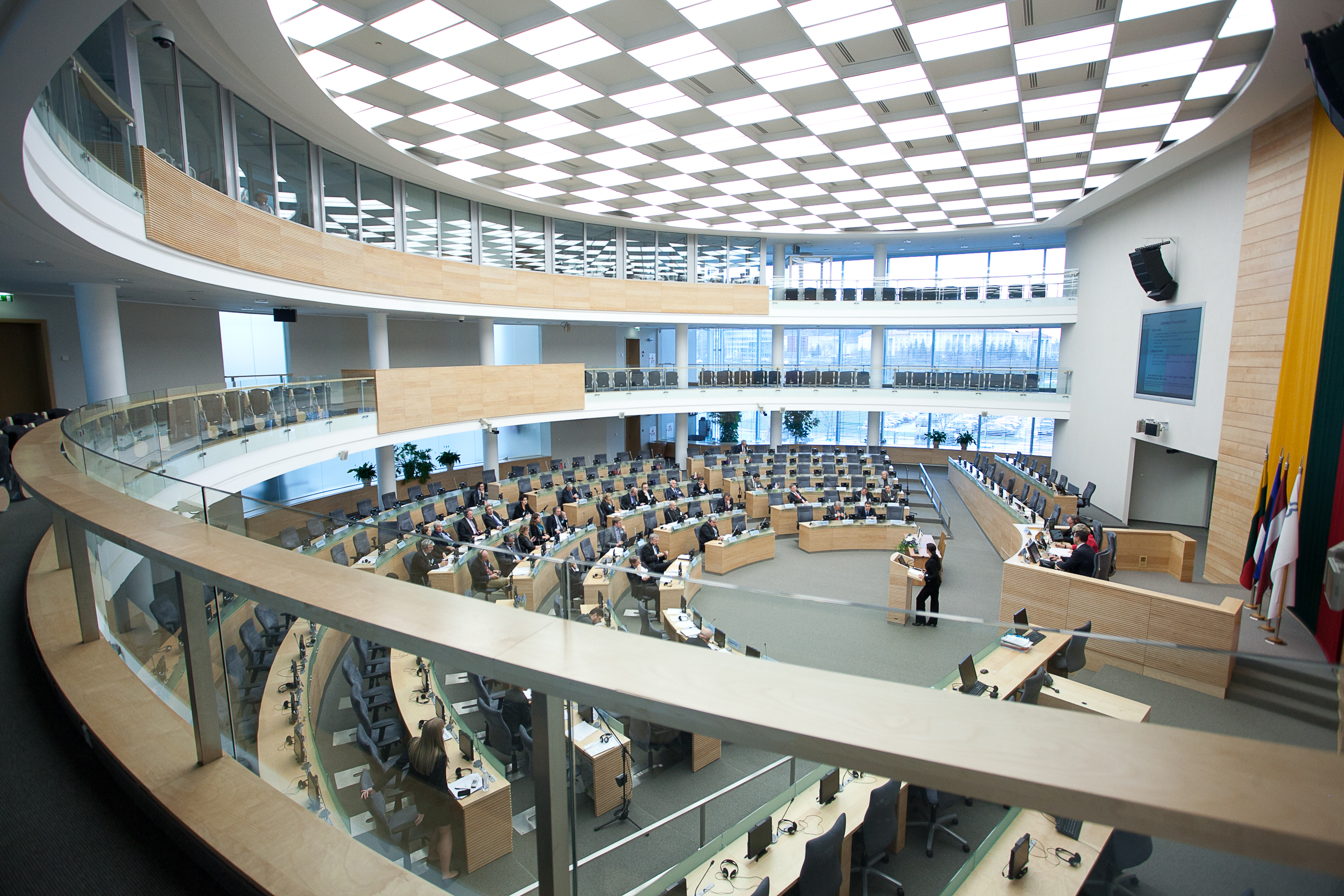
Assemblea durant l'any 2012
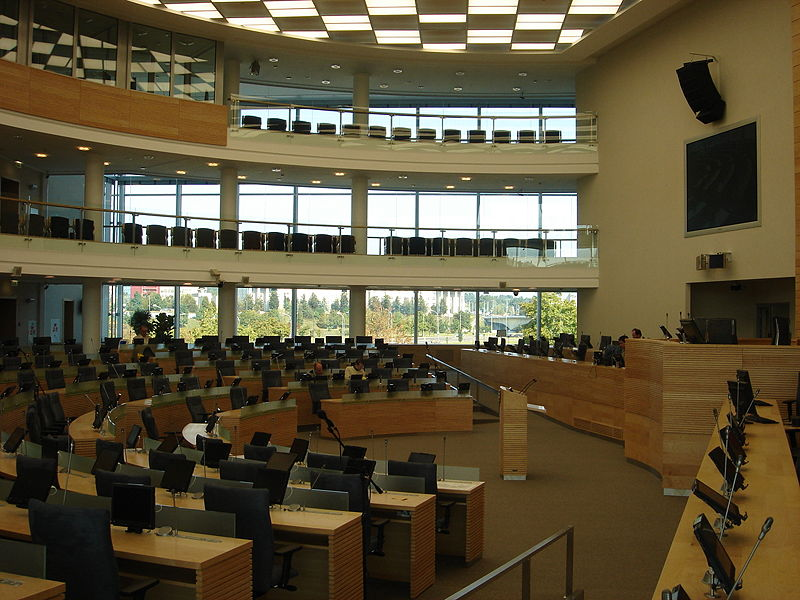
Interior de la nova Sala del Parlament